# Третьяков, Александр Владимирович (скелетонист)
Алекса́ндр Влади́мирович Третьяко́в (род. 19 апреля 1985, Красноярск) — российский скелетонист. Первый в истории скелетона России олимпийский чемпион (2014), чемпион мира (2013), двукратный обладатель Кубка мира (2008/09, 2018/19) , серебряный призер Кубка мира (2019/20) и бронзовый призёр Олимпийских игр (2010). Двукратный чемпион Европы, двукратный чемпион мира среди юниоров, многократный чемпион России. Заслуженный мастер спорта России.

## Биография
Александр Третьяков стал заниматься санными видами спорта в возрасте 14 лет у своего первого тренера Сергея Владимировича Смирнова. Затем тренировался под руководством Анатолия Васильевича Челышева.

## Наложение и снятие дисквалификации
30 декабря 2016 года Международная федерация бобслея и скелетона (IBSF) отстранила Александра Третьякова от соревнований до 19 января 2017 года. Поводом для отстранения российских скелетонистов стала публикация доклада Всемирного антидопингового агентства. 22 ноября 2017 года решением Международного олимпийского комитета за нарушение антидопинговых правил лишён золота Олимпийских игр 2014 года в Сочи и пожизненно отстранён от участия в Играх. Спортсменом была подана апелляция и 1 февраля 2018 года решением Спортивного арбитражного суда она была полностью удовлетворена. Следствием стало признание отсутствия неопровержимых доказательств употребления допинга и отмена пожизненной дисквалификации. Результаты выступления на Олимпийских играх в Сочи были полностью восстановлены.

## Достижения
| Соревнования/Сезоны           | 2003/04 | 2004/05 | 2005/06 | 2006/07 | 2007/08 | 2008/09 | 2009/10 | 2010/11 | 2011/12 | 2012/13 | 2013/14 | 2014/15 | 2015/16 |
| ----------------------------- | ------- | ------- | ------- | ------- | ------- | ------- | ------- | ------- | ------- | ------- | ------- | ------- | ------- |
| Зимние Олимпийские игры       |         |         | 15      |         |         |         | 3       |         |         |         | 1       |         |         |
| Кубки мира                    | —       | 34      | 24      | 3       | 16      | 1       | 8       | 5       | 4       | 4       | 4       | 7       |         |
| Чемпионаты мира               |         |         |         |         |         |         |         |         |         |         |         |         |         |
| Одиночки                      | —       | —       | —       | 5       | 9       | 3       |         | 2       | 12      | 1       |         | 2       |         |
| Командная гонка               |         |         |         | —       | 5       | —       |         | 6       | 8       | —       |         | 3       | 2       |
| Чемпионаты Европы             | —       | 23      | —       | 1       | 7       | 5       | 3       | 3       | 6       | 2       | —       | 2       | 4       |
| Чемпионаты мира среди юниоров | 21      | —       | 1       | 2       | 1       |         |         |         |         |         |         |         |         |

## Личная жизнь
Жена Мария. Дочь Ева 2012 года рождения. Сын Демид родился 9 декабря 2021 года..

## Награды и звания

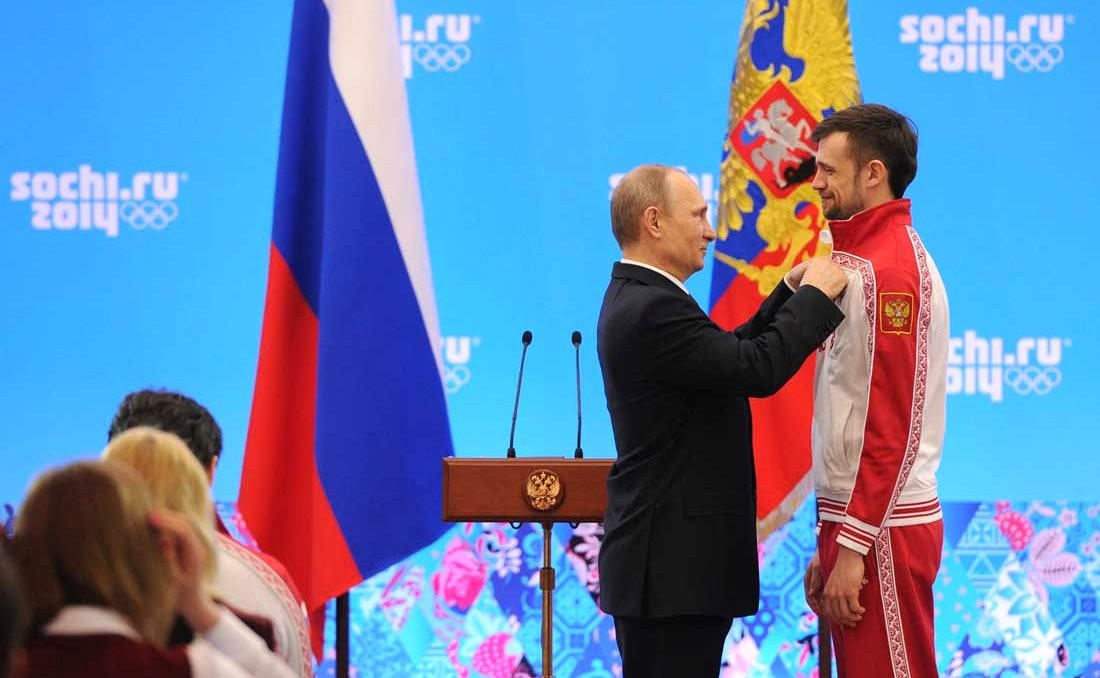
Награждение орденом Дружбы,
24 февраля 2014 года

- Орден Дружбы (24 февраля 2014 года) — за большой вклад в развитие физической культуры и спорта, высокие спортивные достижения на XXII Олимпийских зимних играх 2014 года в городе Сочи[8]
- Медаль ордена «За заслуги перед Отечеством» II степени (5 марта 2010 года) — за большой вклад в развитие физической культуры и спорта, высокие спортивные достижения на Играх XXI Олимпиады 2010 года в Ванкувере[9]
- Заслуженный мастер спорта России[10]
- Знак «За заслуги в развитии ОАО „РЖД“» 2 степени[11]

## Статьи, интервью
- Дудь Юрий. Почему вы обожаете Александра Третьякова, хотя и не знаете об этом // Sports.ru. — 16 февраля 2014.
- Настенко Г. Как разгонишься, так и поедешь // Эхо планеты. — 27 апреля 2011. Архивировано 4 ноября 2011 года.
- Абаренов Д.[вд]. Обладатель Кубка мира Александр Третьяков: Ванкуверский вираж «рубит» тебя, как в космосе! // Советский спорт. — 2009, 26 марта. — № 43 (17778). — С. 12—13.
- Бутов С. Александр Третьяков: "И как теперь этот хрустальный глобус домой везти?" // Спорт-Экспресс. — 2009, 14 февраля. — С. 8.
- Дмитрий Шабловский. Третьяков: «Доехал до медали на латвийских санях» // Eurosport. — 20/02/2010 — 09:05.